# 秀月街站
秀月街站位于辽宁省大连市中山区，是大连地铁5号线的一个车站，于2023年3月17日启用。

## 位置
秀月街站位于中山区景山街、解放路和秀月街交汇口，车站主体结构位于解放路下方，以东西走向排布。

## 车站结构
秀月街站为岛式站台地下车站，B1层为站厅层，B2层为站台层。
| B1层 | 站厅层                              | 站厅、乘客服务中心、自动充值机、自动售票机 |
| B2层 |                                     | █ 5号线往后关方向 （桃源）                 |
| B2层 | 岛式站台，开左边门                  |                                            |
| B2层 | █ 5号线 往虎滩新区方向 （虎滩公园） |                                            |

## 出入口
秀月街站共设有3个出入口，A出入口位于解放路南侧，秀月街西侧，C出入口位于解放路北侧，白云街西侧，D出入口位于景山街西侧，站外无障碍电梯位于C出入口旁。
| 出口编号 | 出口指示 | 建议前往的目的地                     |
| -------- | -------- | ------------------------------------ |
| 出口 · A |          | 解放路、秀月街、桃源桥、澳南明秀嘉园 |
| 出口 · C |          | 解放路、白云街                       |
| 出口 · D |          | 景山街、桃源壹号、秀月小区           |

## 公交换乘
- 2、12、47、810路公交车。（秀月街站）
  - 4、47、403、404路公交车。（秀月街站）